# Jiří Iliek
Jiří Illek va ser un ciclista txecoslovac que s'especialitzà en la pista, concretament en el tàndem. Va guanyar dues medalles als Campionats del Món de l'especialitat fent parella amb Lubomír Hargaš.